# 東倫敦機場
東倫敦機場（英語：East London Airport）是位於南非東倫敦。
雖然東倫敦機場是細小或負責一個重要的機場角色於東開普省。
每天都有大約20-30班航班，每年吞吐340,000人次。其中約140,000人以度假为目的，大約15％是外國遊客。
機場都有一些普通的服務和商店，例如咖啡店，餐廳和書店等。
在2004年，機場接待了422,672位乘客。(以前年增長11,5%)。

## 航空公司
- 一時間航空 (開普頓，德班，約翰內斯堡)
- 南非航空 (開普頓，約翰內斯堡)
- 南非航空連結 (伊利莎白港)
- 南非航空快運 (德班，約翰內斯堡)

## 外部連結
- 官方網站
- 機場資料 （页面存档备份，存于）
- 更多有用的機場資料 （页面存档备份，存于）
- 空中圖片於Google Map （页面存档备份，存于）